# Wolf Richards
Wolf Richards (* 20. Mai 1930 in Berlin; † Februar 2008) war ein deutscher Schauspieler.

## Leben
Nach Schauspielunterricht bei Lucie Höflich und Hilde Körber hatte Wolf Richards Engagements an Theatern in Bochum, Bonn, München und Oberhausen. Unter der Intendanz von Hesso Huber spielte Richards darüber hinaus lange Jahre am damaligen Stadttheater Nürnberg, wo er u. a. als Don Karlos in Friedrich Schillers gleichnamigem Drama und in Sławomir Mrożeks Tango auf der Bühne stand.
Seit Ende der 1950er Jahre war Wolf Richards auch häufig vor der Kamera zu sehen. Sein Debüt hatte er dabei in dem Kriminalfilm Am Tag, als der Regen kam unter der Regie von Gerd Oswald. Richards hatte weiter Gastrollen in Serien wie Die seltsamen Methoden des Franz Josef Wanninger, Der Kommissar oder Graf Yoster gibt sich die Ehre. In der Folge Der Fall Krumbholz aus der nach wahren Begebenheiten entstandenen Dokumentarreihe Recht oder Unrecht verkörperte er 1970 den fälschlicherweise des Mordes angeklagten und verurteilten Kraftfahrer Heinz Krumbholz.
1959 wirkte Wolf Richards in dem vom Westdeutschen Rundfunk produzierten Hörspiel Dona Rosita oder Die Sprache der Blumen nach Federico García Lorca mit.

## Filmographie
- 1959: Am Tag, als der Regen kam
- 1961: 100000 Dollar Belohnung
- 1962: Affäre Blum
- 1967: Der Tod eines Mitbürgers
- 1967: Bäume sterben aufrecht
- 1967: Nobile – Sieben Wochen auf dem Eis
- 1967: Wo liegt Jena?
- 1968: Die fünfte Kolonne – Eine Million auf dem Nummernkonto
- 1970: Die seltsamen Methoden des Franz Josef Wanninger – Die Traumreise
- 1970: Recht oder Unrecht – Der Fall Krumbholz
- 1970: Gestern gelesen – Stoff aus Monte Carlo
- 1972: Ein Toter stoppt den 8 Uhr 10
- 1972: Knast
- 1973: Merkwürdige Lebensgeschichte des Friedrich Freiherrn von der Trenck – Die Gruft
- 1973: Frühbesprechung – Allein in München
- 1974: Der Kommissar – Schwierigkeiten eines Außenseiters
- 1974: Die Powenzbande (Ep. #1.1)
- 1975: Gestern gelesen – Solo für keine Stimme
- 1975: Dein gutes Recht – Strafe für den Chef
- 1975: Der Kommissar – Der Tod des Apothekers
- 1976: Derrick – Auf eigene Faust
- 1976: Vier gegen die Bank
- 1977: Graf Yoster gibt sich die Ehre – Zubaidas Traum
- 1977: Graf Yoster gibt sich die Ehre – Zubaidas Wirklichkeit
- 1978: MS Franziska – Auf Sloophelling
- 1978: Wallenstein
- 1981: Goldene Zeiten
- 1981: Ein Fall für zwei – Todfreunde
- 1982: Ein Fall für zwei – Der Jäger als Hase
- 1982: Ein Fall für zwei –  Nervenkrieg
- 1983: Der Alte – Der Tote im Wagen
- 1983: Polizeiinspektion 1 – Urlaubszeit
- 1986: Die Krimistunde (Fernsehserie, Folge 22, Episode: „Herrenabend“)
- 1987: Die Krimistunde (Fernsehserie, Folge 29, Episode: „Dienstbotenprobleme“)
- 1987: Gambit
- 1987: Albert Schweitzer (Ep. #1.3)
- 1988: Polizeiinspektion 1 – Der Umzug
- 1989: Ein Fall für zwei – Zyankali
- 1989: Mit Leib und Seele – Der krumme Weg
- 1993: Rußige Zeiten (3 Folgen als Vater Kowalski)